# الأسدية (الرقة)
الأسدية قرية سورية تتبع ناحية مركز الرقة في منطقة مركز الرقة في محافظة الرقة. بلغ عدد سكانها 3992 نسمة في عام 2004 حسب إحصاء المكتب المركزي للإحصاء.